# Distretto di Mueang Ubon Ratchathani
Il distretto di Mueang Ubon Ratchathani (in thailandese: เมืองอุบลราชธานี) è un distretto (amphoe) della Thailandia, situato nella provincia di Ubon Ratchathani, della quale è il capoluogo.